# Nederhemert

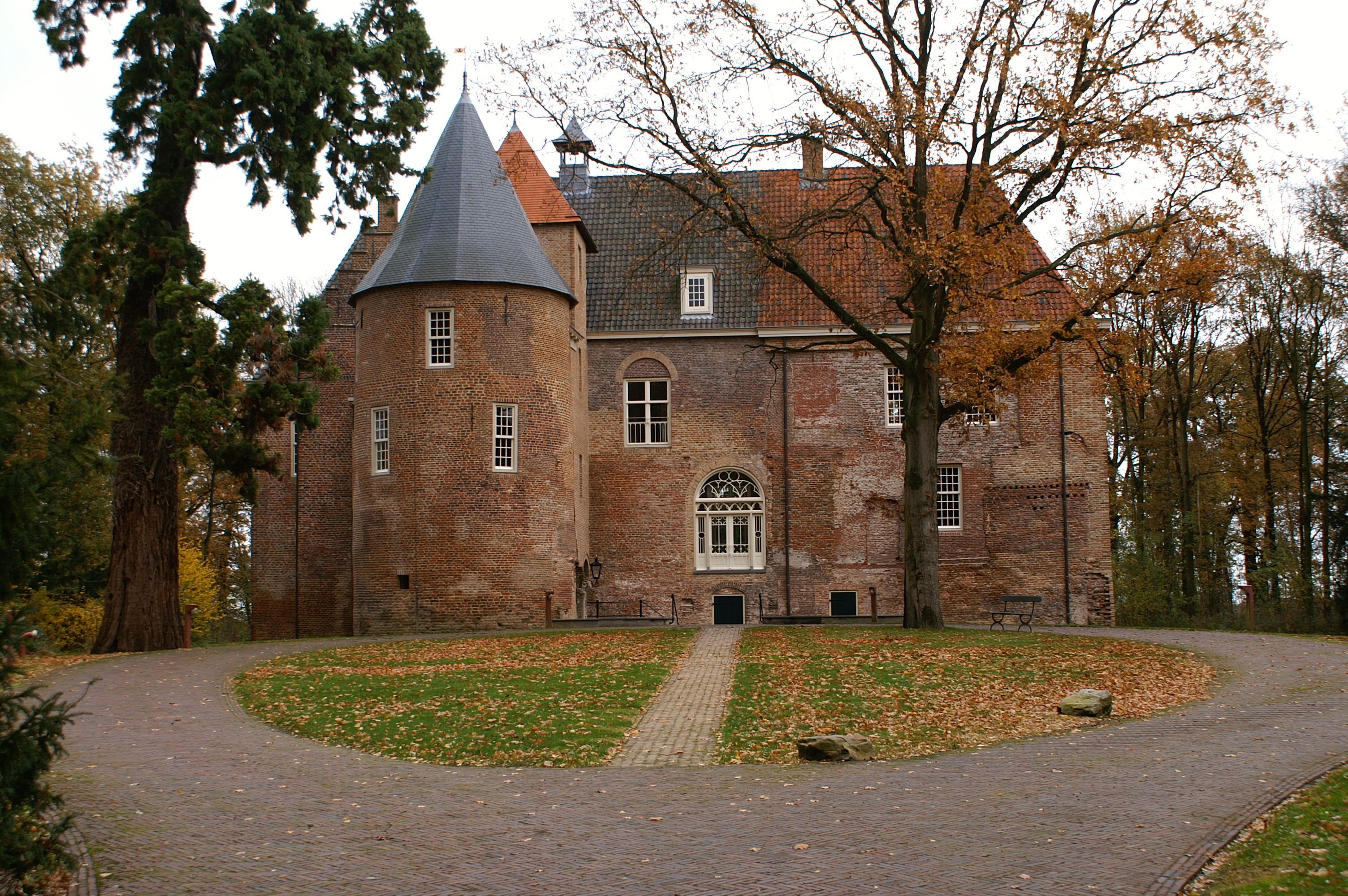
Castelo de Nederhemert

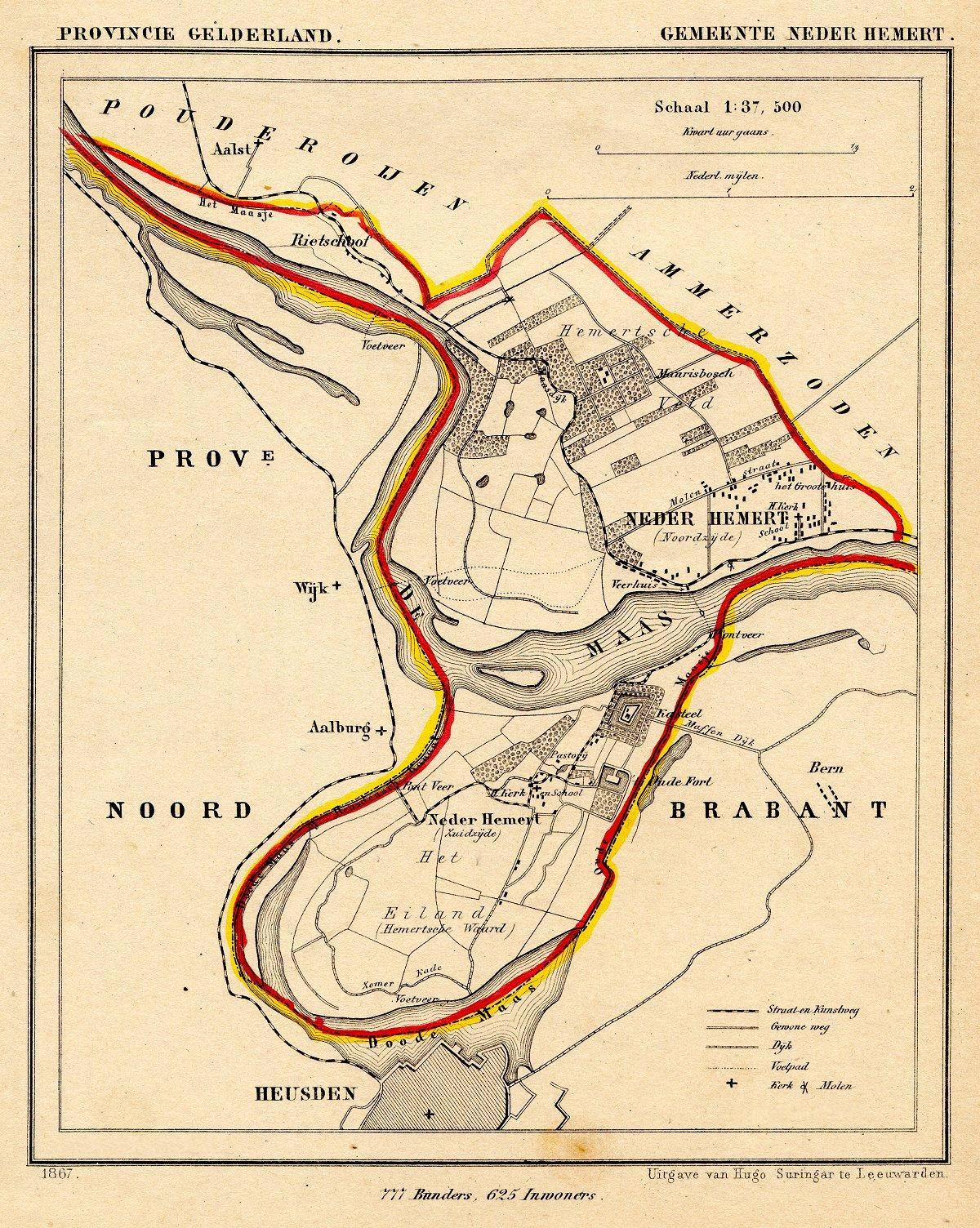
Nederhemert en 1867

Nederhemert é uma vila dos Países Baixos, na província de Guéldria. Nederhemert pertence ao município de Zaltbommel, e está situada a 8 km a sudoeste desta cidade.
A vila de Nederhemert tem uma população de cerca de 1370 habitantes.
A área de Nederhemert, que também inclui as partes periféricas da cidade, bem como a zona rural circundante, tem uma população estimada em 1500 habitantes.